# Castorimorpha
Castorimorpha é uma subordem de roedores que contém os castores, os ratos-de-bolso e os ratos-cangurus.

## Classificação
- Subordem Castorimorpha
  - Superfamília Castoroidea
    - Família †Eutypomyidae
    - Família Castoridae
    - Família †Rhizospalacidae

  - Infraordem Geomorpha
    - Gênero †Griphomys - incertae sedis
    - Gênero †Meliakrouniomys - incertae sedis
    - Superfamília †Eomyoidea
      - Família †Eomyidae

    - Superfamília Geomyoidea
      - Gênero †Floresomys - incertae sedis
      - Gênero †Texomys - incertae sedis
      - Gênero †Jimomys - incertae sedis
      - Gênero †Heliscomys - incertae sedis
      - Gênero †Diplolophus - incertae sedis
      - Gênero †Schizodontomys - incertae sedis
      - Família †Florentiamyidae
      - Família †Entoptychidae
      - Família Geomyidae
      - Família Heteromyidae